# Caccobius cavatus
Caccobius cavatus är en skalbaggsart som beskrevs av D'orbigny 1908. Caccobius cavatus ingår i släktet Caccobius och familjen bladhorningar. Inga underarter finns listade.